# Sólon Tadeu
Sólon Tadeu Pereira (Itapira, 1948 — São Paulo, 27 de abril de 2017) foi um empresário brasileiro do setor artístico e jogos e também foi um ex-dirigente de carnaval brasileiro. Ocupou a presidência da escola de samba Vai-Vai de 1994 até 2006. na época em que a escola obteve a maioria de seus títulos - cinco. Também presidiu a LIGA-SP, como presidente executivo e do conselho. Segundo vários historiadores, o Carnaval de São Paulo, teve duas épocas, uma antes de Solon Tadeu, e outra depois dele, pois foi ele que trouxe a inovação para os desfiles carnavalescos de grandes alegorias para SP, e conseguiu grandes contratos para a transmissão do Carnaval em rede nacional e internacional, e a maioria dos patrocinadores atuais do carnaval foram trazidos por suas mãos. Ele é considerado uma das figuras mais emblemáticas e polêmicas do carnaval paulistano.  
Solon Tadeu Pereira nasceu em 28 de dezembro de 1948 na cidade Paulista de Itapira.  Mas Boa parte de sua juventude foi na cidade do Guaruja onde serviu o exército no Forte dos Andradas  sob o comando do comandante Erasmo Dias, coincidentemente serviu junto com o soldado Coelho que era padioleiro (enfermeiro) , que mais tarde ficou conhecido como escritor e parceiro do Raul Seixas Paulo Coelho. Já em São Paulo constitui várias empresas no segmento de estruturas metálicas e fachadas em metal, tendo entre seus principais clientes na época o Banco Bradesco, Pneuasa, Caixa Econômica Federal entre outros. Sambista nato sempre esteve a frente de blocos e escolas de samba como o Fantástico da Vila Maria, Zambi entre outros, ingressou na escola de Samba Vai-Vai em 1974, primeiro na comissão de frente posteriormente na ala de compositores da qual foi presidente, entre seus parceiros autorais de samba estavam os compositores: Carlinhos de Jesus, Luverci Ernesto, Almir Guineto entre outros. Foi vice presidente e presidente da escola da samba Vai-Vai por vários mandatos, também acumulou o  cargos de presidente executivo da liga das escolas de samba e presidente do Conselho deliberativo da Liga.  
Após dois meses internado, Sólon morreu na noite de 27 de Abril de 2017, aos 68 anos, vítima de complicações da diabetes e de uma trombose pulmonar. Deixou a esposa Maria de Lourdes , os filhos Marcio e Maria Aparecida (Nega) e três netos.  

## Controvérsias
Entre as muitas polêmicas em que se envolveu, está a envolvendo os afoxés da cidade de São Paulo. Quando, em reunião com membros do seguimento, bradou a frase "Eu não conheço m... de Axofé nenhum, aqui é lugar de escola de samba”. Também era contra a entrada de torcidas no Carnaval  
Iniciou o projeto de transformar a escola de samba em um time de futebol  e ainda estava planejando lançar ações da escola de samba  na bolsa de valores. Com antecedência em mais de de uma década frente a bolsa de valores sociais. 
Em 2000, Sólon rebateu o então prefeito do Rio, Luiz Paulo Conde, e o então governador, Anthony Garotinho, após ambos criticarem duramente o Carnaval de São Paulo. O então presidente da Vai-Vai afirmou "Eles já perderam a capital para Brasília, a Fórmula 1 para São Paulo, o futebol para o resto do país e agora estão perdendo o Carnaval. Só não perdem a praia porque foi Deus quem deu."
Envolveu-se em 2001 numa pesada discussão com o então presidente da Gaviões da Fiel, Dentinho. Segundo Sólon, o barracão do Vai-Vai corria risco de ser invadido por integrantes da Gaviões, ainda ameaçando revidar a suposta invasão dizendo que "Se for pra dar tiro, a gente dá"